# がおぱわるぅ
がおぱわるぅ（ラテン文字表記：Gaopowerroo）は、日本のサンリオによるキャラクター。デザイナーは、ほくのむら。
サンリオとCHOCOLATE lnc.(株式会社チョコレイト)との共同開発された３キャラクターの一つであり他にクマミレンとぽっきょくてんがある。
主人公「ぱわるぅ」は、とてもパワフルな恐竜のキャラクターでサンリオの恐竜キャラクターは1992年デビューの「ウィアーダイナソアーズ!」以来となる。サンリオの公式ホームページでは「ふしぎ系」に分類される。またサンリオでは珍しいSNS発のサンリオキャラクターである。

## 概要
2021年6月14日「チョコレイト」と「サンリオ」が、SNS発の新しいサンリオキャラクターの開発を目指し発足した実験型プロジェクト「チョコがけイチゴプロジェクト」に候補キャラクターとして誕生。がおぱわるぅは2022年1月24日に開始したセカンドステージにて初登場した。
2022年5月18日にセカンドステージにて初登場したクマミレン、ぽっきょくてんと共に同日デビュー。同日公式Twitterが開設し、デビューを記念した動画がサンリオ公式YouTubeにて公開された。
2023年3月23日、デビューしたクマミレン、ぽっきょくてんの3人で「ぽーぱわグゥ」を結成した。
翌月4月11日サンリオキャラクター大賞の初エントリーを記念して公式TikTokが開設された。また翌日～同月30日まで描き下ろしデザインの限定QUOカードが当たるTwitterキャンペーンを実施した。

## 設定
※設定は変更されることがある。

### がおぱわるぅ
- 本名：ぱわるぅ
- 誕生日：4月17日
- 出身地：おむらいす島
- 性格：とってもポジティブでがおがお
- 身長：たまご7個分[10]
- 体重：オムライス5個分[10]
- 好物：オムライス
- 特技：フカフカなお腹でみんなをスヤスヤさせること
- 趣味：遊ぶこと、がおがおすること
- チャームポイント：フカフカなお腹
- 将来の夢：鳥になること

日本語を話さず恐竜語で話す。立派な牙や爪がありツノは時々のびることがある。足裏はピンク色でしっぽのリボンは体の一部である。

### 友達

#### ねずみピヨさん
ひゅうひゅう森に住んでいたおばけ。2022年6月8日Twitterに初登場。なんだかつまらなくなり、森から出てきたが岩に潰されたところをぱわるぅに助けてもらった。自分のことを怖いおばけだと思っている。

#### ちいさきものたち
「おむらいす島」に生息する小さい生き物達。遊ぶのが大好きで、いつも笑顔でワイワイと集まっている。

##### ちいさきものの種族[12]
おはなのつどい
二つの耳を持ち頭に小さな花が咲いてる横向きの種族。穴に住んでいてみんなで日向ぼっこをするのが好き。生まれたての姿が唯一判明していて生まれたての姿は2022年9月24日に初登場。
いっかくのつどい
頭に角が生えている種族。角を誇りに思っていて他の子に角が刺さらないように気を付けている。
やじるしのつどい
矢印の形をした生物でしっぽが生えている。少しだけ空が飛べる。仲間と集まって空を飛ぶのが好き。
いもむしのつどい
芋虫をモチーフにした生物。なんでも口にふくみがち。足が速い個体もいる。
かぶとのつどい
カブトムシをモチーフにした生物。落ち着くところは森で時折、力比べをしている。
かたつむり！
さすらいのカタツムリ。初登場は2022年6月24日。
かに！
機敏に動くかにさん。初登場は2022年8月4日。
おようふくやさん
衣服を作るのが好きな洋服屋さん。頭にミシン糸がついている生物。初登場は2022年9月20日。ぱわるぅの衣装を作ったことがある。
げーむさん
ゲームを作るのが好きなゲームクリエイター。頭にゲームコントローラーついている生物。初登場は2023年4月1日。おむらいす島にアーケードゲーム「ワオワオワオがおぱわるぅ」を制作し設置した。

#### 翼竜さん(とりさん)[19]
のびのび暮らしている恐竜らしい見た目をした鳥。ぱわるぅの夢を密かに応援している。初登場は2022年5月30日。

#### おさかなベッド[19]
ぱわるぅの家にもある魚の形をしたベッドの生き物。寝坊したときに口から吐き出し自動で起こしてくれる。群れで生活している個体もいる。初登場は2022年5月26日。

#### たいようさん[19]
いつも笑顔な太陽。ぱわるぅ並みのパワフルさがあり時々、勝負相手になることもある。初登場は2022年6月3日。

#### つきさん[19]
ほがらかなお月様。初登場は2022年9月10日。

#### おまつりのなごり[19]
夏の終わりごろに陽気に現れる祭りの屋台の形をした名残。初登場は2022年9月22日。

#### くじらさん[19]
マイペースに暮らしているくじら。初登場は2022年7月27日。

#### やまさん[19]
いつもおむらいす島を見守っているピンク色をした顔がある山。初登場は2022年6月1日。

## 著名なファン
- ぐんぴぃ(春とヒコーキ) [29]‐お笑い芸人
- 岩井勇気(ハライチ) [30] ‐お笑い芸人
- ばんび[31] ‐ラジオパーソナリティ、アイドル「CANDYS」のメンバー
- 大谷萌[32][33]‐歌手

## サンリオキャラクター大賞の順位
- 2024年サンリオキャラクター大賞21位。
- 2023年サンリオキャラクター大賞24位。